# Старосултангулово (Балтачевський район)
Старосултангу́лово (рос. Старосултангулово, башк. Иҫке Солтанғол) — присілок у складі Балтачевського району Башкортостану, Росія. Входить до складу Староянбаєвської сільської ради.
Населення — 25 осіб (2010; 32 2002).
Національний склад:
- башкири — 66 %
- татари — 34 %